# Grand Prix Stanów Zjednoczonych – Wschód Formuły 1
 Grand Prix Stanów Zjednoczonych - Wschód  – wyścig zaliczany do Mistrzostw Świata Formuły 1, organizowany od sezonu 1982 do sezonu 1988.

## Zwycięzcy Grand Prix Stanów Zjednoczonych – Wschód
| Sezon |     | Kierowca         |     | Samochód                           |     | Silnik  | Tor/Lokalizacja        |        |
| ----- | --- | ---------------- | --- | ---------------------------------- | --- | ------- | ---------------------- | ------ |
| 1982  | GBR | John Watson      | GBR | McLaren–Ford MP4/1B                | USA | Ford    | Detroit Street Circuit | Wyniki |
| 1983  | ITA | Michele Alboreto | GBR | Tyrrell–Ford 011                   | USA | Ford    | Detroit Street Circuit | Wyniki |
| 1984  | BRA | Nelson Piquet    | GBR | Brabham–BMW FW10                   | BRD | BMW     | Detroit Street Circuit | Wyniki |
| 1985  | FIN | Keke Rosberg     | GBR | Williams FW10                      | JPN | Honda   | Detroit Street Circuit | Wyniki |
| 1986  | BRA | Ayrton Senna     | GBR | John Player Special Team Lotus 98T | FRA | Renault | Detroit Street Circuit | Wyniki |
| 1987  | BRA | Ayrton Senna     | GBR | Camel Team Lotus 99T               | JPN | Honda   | Detroit Street Circuit | Wyniki |
| 1988  | BRA | Ayrton Senna     | GBR | Honda Marlboro McLaren MP4/4.2     | JPN | Honda   | Detroit Street Circuit | Wyniki |